# Українське Історичне Товариство
Українське Історичне Товариство (УІТ) — наукове товариство, засноване у 1965 році в США з ініціативи Л. Винара; гол. О. Оглоблин (до 1981), науковий секретар Л. Винар, який очолив Товариство у 1981 і очолював до смерті у 2017 р.
Першим заступником голови УІТ була Н. Полонська-Василенко. УІТ було засноване навколо журналу «Український Історик», що виходить з 1963 року. Статті журналу рецензуються у провідних реферативних журналах США та Європи. УІТ є членом Американської Історичної Асоціації — і бере участь у наукових конференціях американських і канадських наукових товариств, а також співпрацює з УВАН, НТШ й інших українськими науковими установами; має представництва в Канаді, Європі та Україні. УІТ видає окремі книжкові серії: «Історичні монографії», «Історичні студії», «Мемуаристика», «Українські вчені», «Грушевськіяна», «Епістолярні джерела грушевськознавства» та інших.
У 1980 році Товариство за редакцією Л. Винара видало «Історичний атлас України», підготовлений Є. Тютьком та І. Теслею, а також низку різнотематичних англомовних праць. Члени УІТ до здобуття Україною незалежності основну увагу приділяли вивченню джерельних матеріалів до історії України в західних архівах і бібліотеках та опрацюванню замовчуваних в Україні наукових проблем. Від 1989 року в «Українському Історику» співпрацюють вчені з України.
УІТ стало ініціатором і організатором Міжнародних конгресів українських істориків.
У бібліотеці Інституту досліджень української діаспори (від 2017 року носить ім'я Любомира Винара) Національного університету «Острозька академія» наявна колекція книг УІТ та професора Любомира Винара. 

### Европейський відділ (в Німеччині, з 1986 р.)
В Українському вільному університеті зберігаються протоколи Загальних зборів УІТ 1986 та 1989 рр. Европейського відділу (філії) УІТ на базі Українського вільного університету та листування його секретаря д-ра Б. Кузя та скарбника д-ра О. Вінтоняка з головою відділу УІТ проф. Т. Мацьківим, які свідчать про його особовий склад:   

#### Управа (1986 та 1989 рр.)
- проф. д-р Теодор Мацьків - Голова (Університет в Акроні, Огайо)
- проф. д-р Теодор Богдан Цюцюра - заст. Голови (Ректор УВУ)
- д-р Богдан Кузь - Секретар
- д-р Олекса Вінтоняк - Скарбник

Серед членів Товариства також: проф. д-р Володимир Янів, проф. д-р Юрій Бойко, д-р Володимир Маруняк, о. Євген Гарабач, д-р Христина Марцюк-Фрей, мгр. Володимир Леник, мгр. Мирослав Антохій. Серед заходів: улаштовування наукових конференцій, зокрема: конференції з нагоди 20-ліття УІТ і завдання української історіографії" (07.12.1985) та 25-ліття "Українського історика" (17.12.1988); наукова сесія, присвяченя Історії Української Церкви в Україні (12.04.1986); конференція "Українські начальні інституції та історіографія України і діяспори - сучасне і минуле" (24-25.08.1989); 350-ліття з дня народження гетьмана Івана Мазепи (09.12.1989) тощо. Европейський вдділ мав осідок на базі УВУ, за адресою:  8000 Мюнхен, 80, Pienzenauerstr. 15.      